# Caryńskie
Caryńskie – osada w Polsce położona w województwie podkarpackim, w powiecie bieszczadzkim, w gminie Lutowiska. Leży nad potokiem Caryńskim i na obszarze Bieszczadzkiego Parku Narodowego.
Wierni kościoła rzymskokatolickiego należą do parafii św. Michała Archanioła w Dwerniku.

## Historia
W połowie XIX w. właścicielką posiadłości tabularnej w Caryńskiem z Nasicznem była Krystyna Niemczewska. Od 1894 właścicielem Caryńskich był Antoni Pogłodowski. W 1903 odkupił je od niego Teodor Alfred Serwatowski, a w 1922 ich dziedziczką została Felicja Dzieduszycka.
We wsi znajdowała się drewniana cerkiew św. Dymitra, wybudowana w latach 1777/1787, a odnowiona w 1897. Cerkiew ta miała przyznane przez papieża Leona XIII prawo udzielania odpustów, corocznie w święto Jana Chrzciciela. W XIX w. proboszczem greckokatolickim w Caryńskiem był Iskrzycki, którego synem był adwokat dr Aleksander Iskrzycki.
W 1929 przebudowano kaplicę św. Jana Chrzciciela z drewnianej na murowaną. Po cerkwi pozostał jedynie zarys fundamentów. Natomiast zachowały się w niezmienionej formie fragmenty ścian kaplicy oraz jej strefy wejściowej (stopnie).
W latach 1975–1998 miejscowość administracyjnie należała do województwa krośnieńskiego.

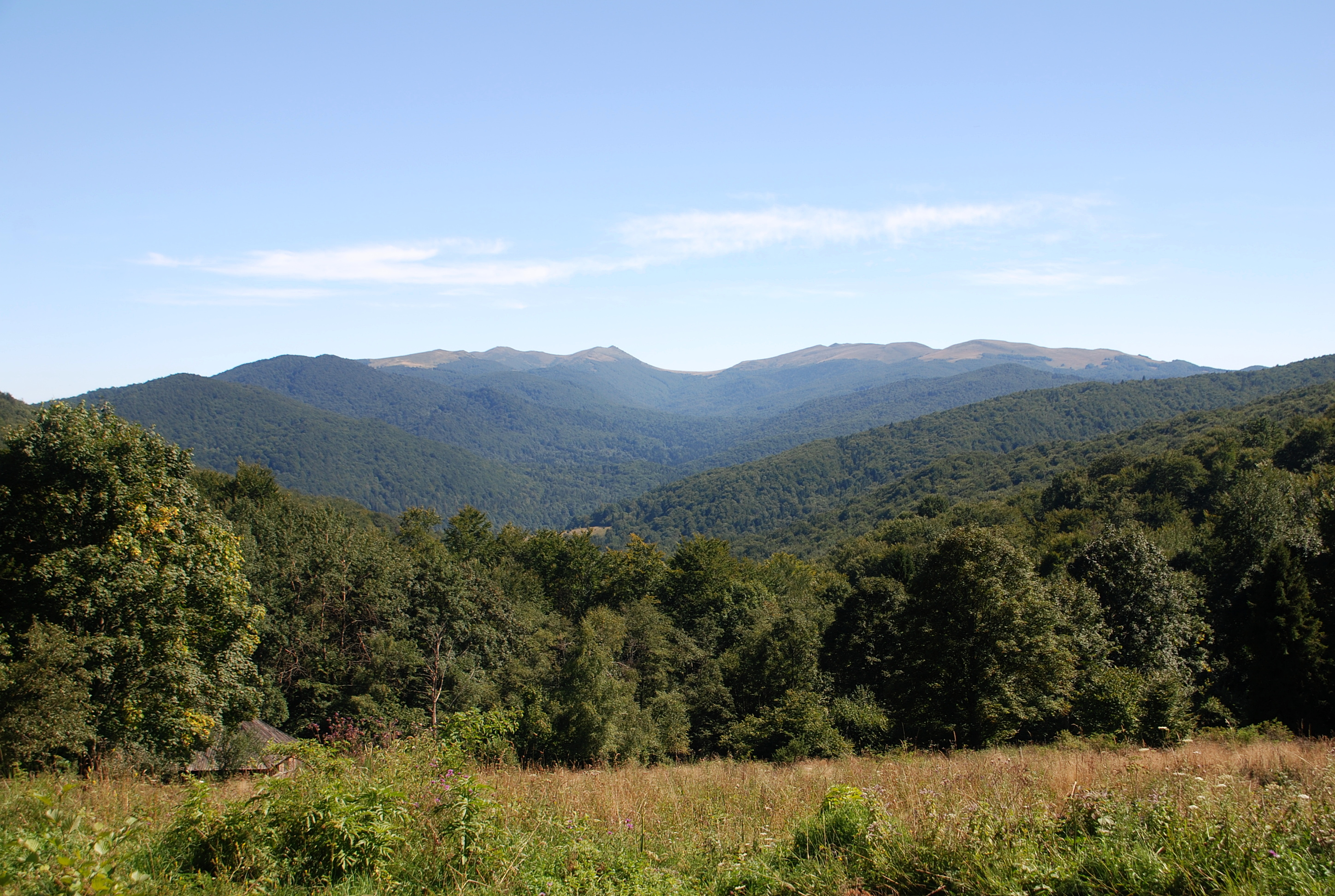
Widok z Caryńskiego na Bieszczady Wysokie
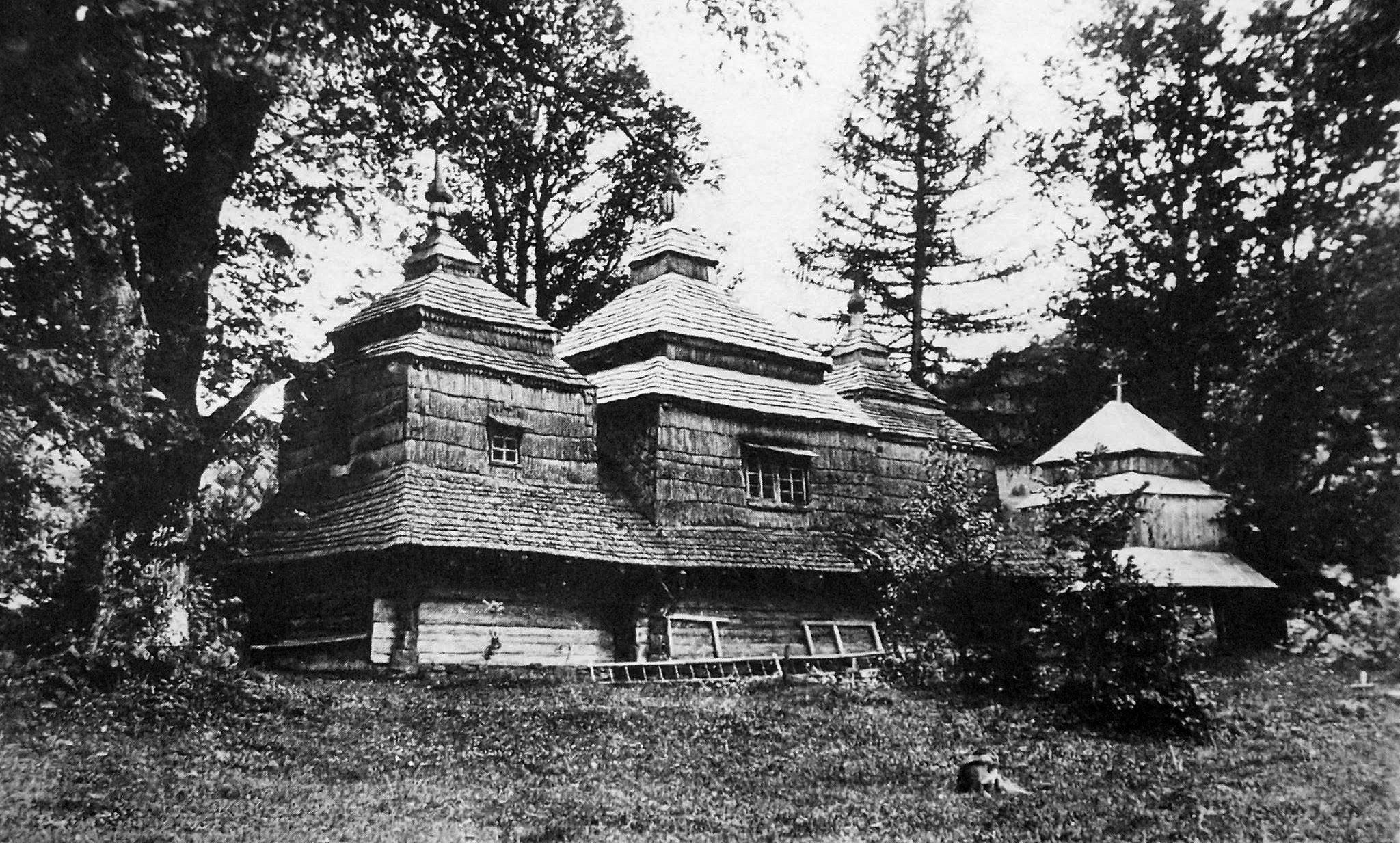
Cerkiew św. Dymitra, spalona w 1946.
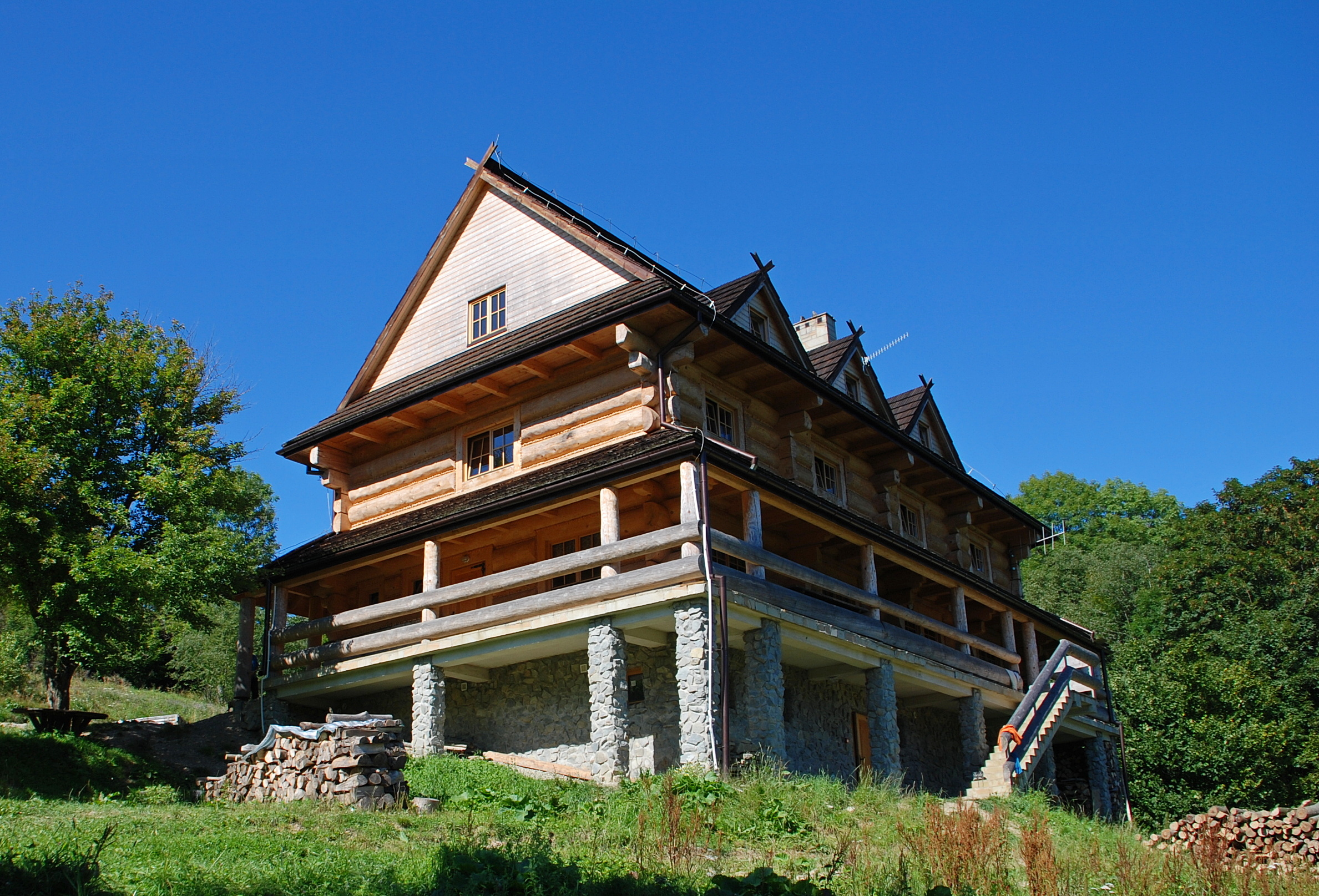
Schronisko „Koliba”

## Demografia
- 1785 – 325 grekokatolików, 5 Żydów
- 1840 – 400 grekokatolików
- 1859 – 426 grekokatolików
- 1879 – 346 grekokatolików
- 1899 – 463 grekokatolików
- 1921 – Caryńskie zamieszkiwały 402 osoby (w 63 domach mieszkalnych):
  - 381 wyznania greckokatolickiego
  - 21 wyznania mojżeszowego
- 1926 – 420 grekokatolików
- 1938 – 473 grekokatolików, 6 rzymskich katolików, 24 Żydów
- 2004 – 3 osoby
- 2024 – 2 osoby[1]